# Chorten
Chorten – grupa polskich sklepów spożywczych wywodząca się z województwa podlaskiego.
Grupa Chorten została założona w 2009. W październiku 2021 posiada blisko 3000 placówek partnerskich w Polsce, w tym ponad 40 na stacjach paliw (jedną oszyldowaną w Sokołowie Podlaskim). W 2020 roku osiągnęła zasięg ogólnopolski, najwięcej sklepów jest w województwie podlaskim. Prezesem Grupy Chorten jest obecnie Sylwia Władyko.

## Historia

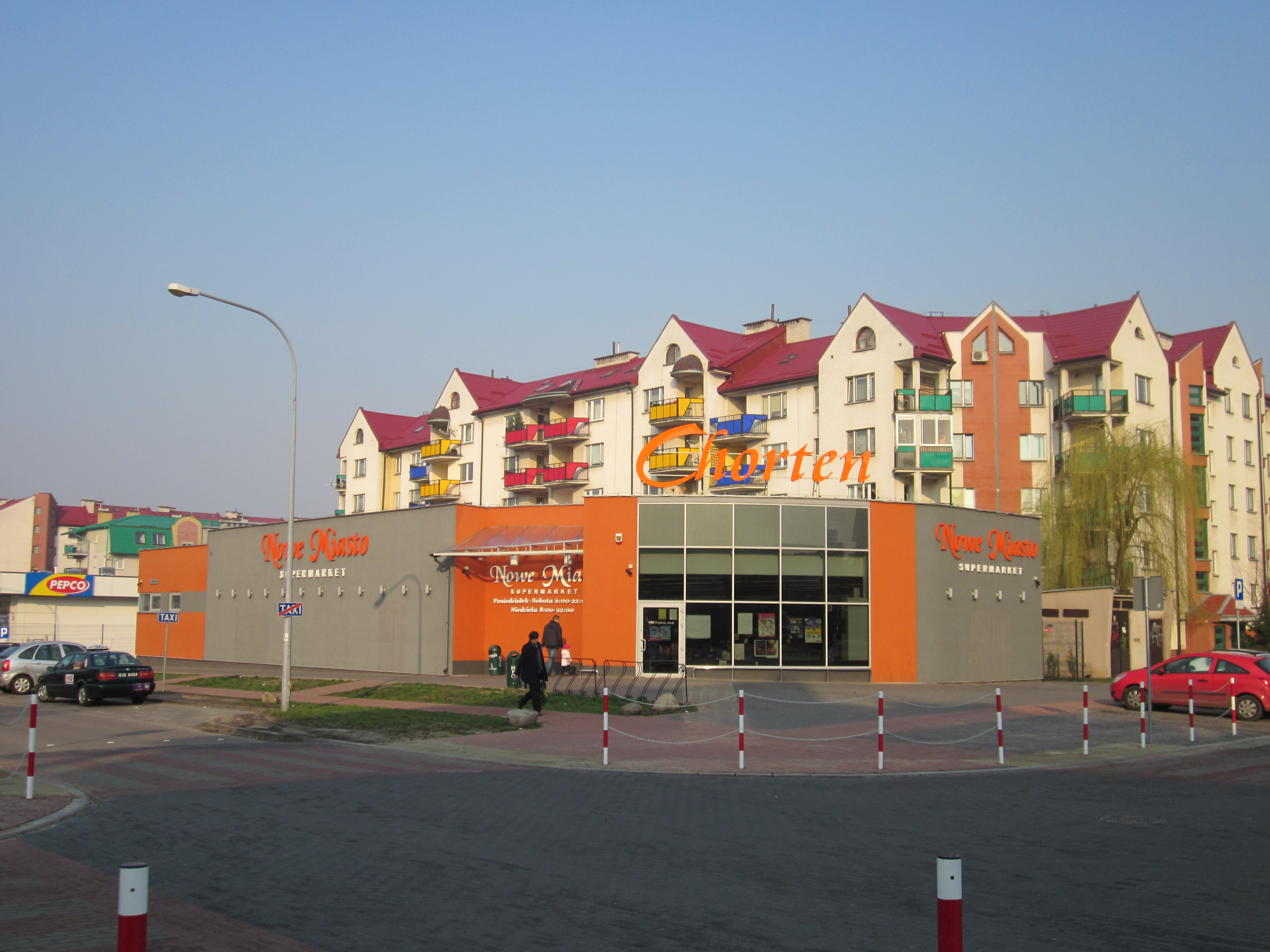
Supermarket Chorten „Nowe Miasto” w Białymstoku

Grupa Chorten powstała z inicjatywy 13 właścicieli sklepów spożywczych mających wieloletnie doświadczenie w biznesie, jako odpowiedź na sytuację na polskim rynku zdominowanym przez zagraniczne sieci handlowe. Zrzeszenie się dawało możliwość konkurowania z nimi i osiągnięcia efektu skali przy podpisywaniu umów z producentami i dystrybutorami. Pierwsze działania dotyczyły 20 sklepów, w październiku 2014 w Grupie Chorten funkcjonowało 500 sklepów, w grudniu 2016 pod jednym szyldem działało 1000 punktów handlowych, a do połowy 2017 było ich ponad 1100.
W 2012 z inicjatywy niezależnych właścicieli sklepów w Radomiu oraz Grupy Chorten utworzona została spółka Grupa Chorten Radom, a w 2013 - Chorten Mazowsze. We wrześniu 2016 Grupa Chorten podpisała nową umowę o współpracy z Fresz SA i do życia powołana została spółka Chorten Warmia-Mazury Sp. z o.o z siedzibą w Olszynie. W 2020 roku spółka zmieniła nazwę na Chorten Północ i objęła swym zasięgiem także województwo kujawsko-pomorskie. W 2015 Grupa Chorten podpisała umowę o współpracy i wspólnych negocjacjach handlowych ze Stowarzyszeniem Kupców i Przedsiębiorców Polskich ELITA z siedzibą w Wejherowie, które powołało sieć Limonka. Od 2015 Grupa Chorten jest organizatorem targów ogólnospożywczych dla ponad 120 wystawców. Grupa Chorten prowadzi kampanię społeczną dotyczącą patriotyzmu konsumenckiego „Kocham Polskę - Kupuję w polskich sklepach”.
Od początku powstania prezesem Grupy Chorten był Krzysztof Pakuła. Po jego śmierci w listopadzie 2024 roku nowym prezesem została Sylwia Władyko, która wcześniej pełniła funkcję wiceprezesa, była też dyrektor generalną.

## Zasady działania
Wchodzący do grupy detaliści są partnerami, jest to tak zwana „miękka franczyza”. Właściciele sklepów otrzymują wizualizację sklepu wraz z szyldami, ale jednocześnie zachowują własną nazwę sklepu. W ramach współpracy mają opiekę koordynatora oraz wsparcie marketingowe. Sklepy partnerskie posiadają decydujący głos w kwestii asortymentu pojawiającego się w gazetce promocyjnej oraz korzystają ze wspólnego systemu informatycznego. Umowy z producentami i dystrybutorami są do wglądu na platformie internetowej dostępnej dla każdego ze zrzeszonych detalistów. Obowiązkiem partnera jest wnoszenie comiesięcznej administracyjnej opłaty stałej oraz konieczność uczestniczenia w promocjach z gazetki Grupy Chorten, która obowiązuje przez dwa tygodnie. W zamian detalista otrzymuje atrakcyjne ceny na produkty wynegocjowane przez handlowców Grupy Chorten. Grupa nie wyznaczyła detalistom minimalnego progu zakupowego, nie są też zobowiązani do tego, by zamawiać towary u konkretnych dostawców wskazanych przez grupę.

## Marka własna premium
W połowie 2012 Grupa Chorten stworzyła markę własną Z Podlaskiej Spiżarni. Początkowo była dostępna w ponad 20 sklepach Grupy Chorten i oferowała głównie wędliny premium. Obecnie pod marką Z Podlaskiej Spiżarni są również miody, pieczywo, słodkie wypieki, mąka, jaja od kur z wolnego ściółkowego, kiszona kapusta i ogórki, przetwory oraz pyzy z mięsem. Grupa Chorten współpracuje w tym zakresie z wyselekcjonowanymi producentami. Produkty marki własnej są dostępne w wybranych sklepach Grupy Chorten.

## Nagrody i wyróżnienia
W 2013 Krzysztof Pakuła, prezes Grupy Chorten znalazł się w rankingu „500 Menedżerów 2013”, który powstał w wyniku współpracy redakcji „Pulsu Biznesu” i międzynarodowej wywiadowni gospodarczej Bisnode D&B Polska.
Pięciokrotnie, od 2014 roku „Puls Biznesu” klasyfikował Grupę Chorten do grona „Gazel Biznesu”, czyli najdynamiczniej rozwijających się firm.
Grupa Chorten została także wyróżniona sześciokrotnie „Diamentami Forbesa”.
W 2017 sklep z Grupy Chorten przy ul. Zachodniej w Białymstoku został nominowany w konkursie Market Roku 2016 w kategorii "Duże sklepy".
W 2020 roku Grupa Chorten zdobyła Podlaską Markę Roku.
Prezes Grupy Chorten Krzysztof Pakuła i Dyrektor Generalny Sylwia Olechno zostali wyróżnieni w plebiscycie Menadżer Roku w ramach rankingu Podlaska Złota Setka Przedsiębiorstw redakcji Kuriera Porannego.